# Suore di Sant'Agostino in Polonia
Le Suore di Sant'Agostino in Polonia (in polacco Zgromadzenie Sióstr Świętego Augustyna w Polsce) sono un istituto religioso femminile di diritto pontificio: le suore di questa congregazione pospongono al loro nome la sigla O.S.A.

## Storia

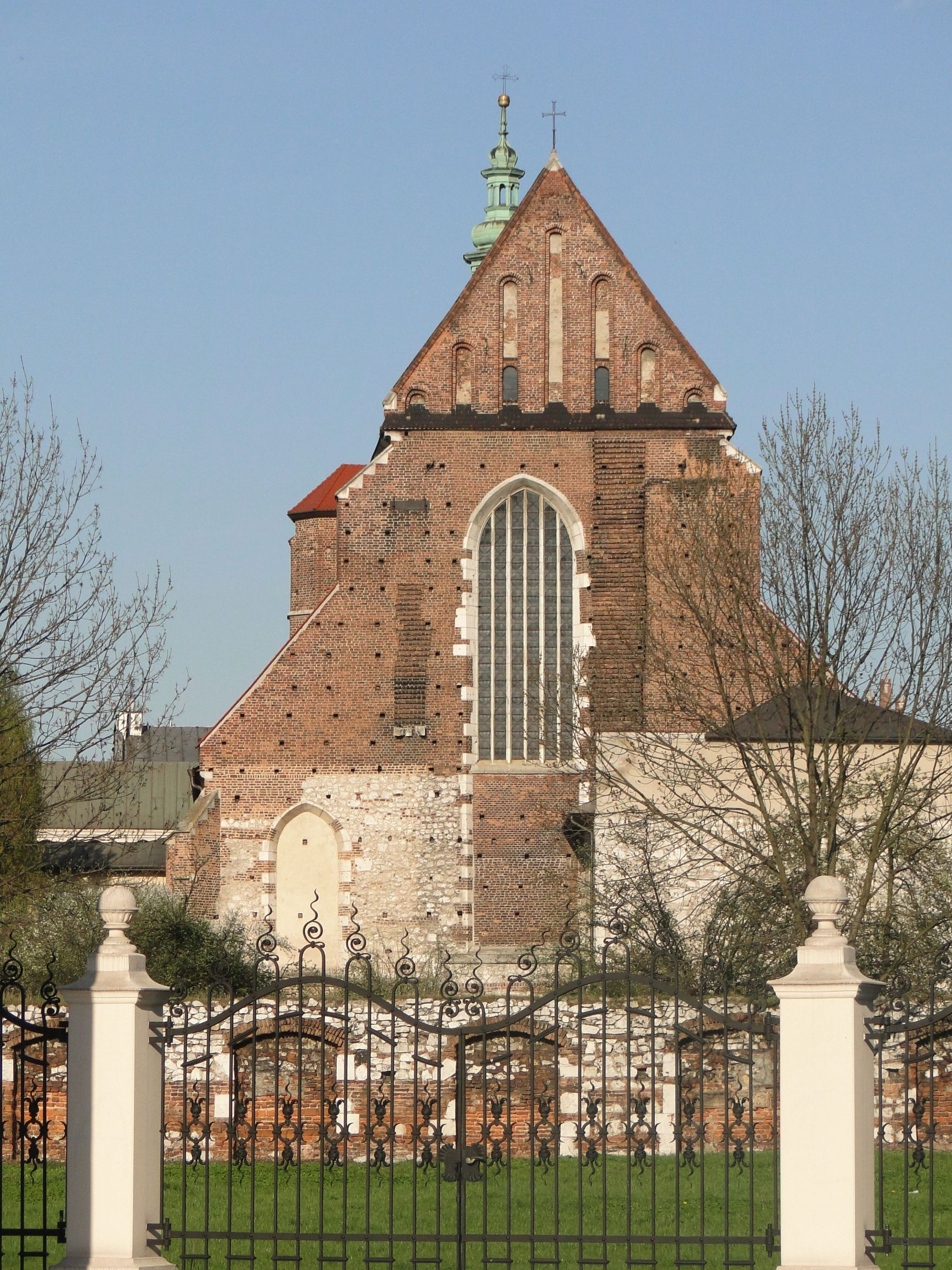
La chiesa della casa-madre della congregazione a Cracovia

Le origini della congregazione risalgono al 4 ottobre 1583, quando fu fondato il monastero femminile del terz'ordine agostiniano di Cracovia.
Nel 1666 il monastero passò al second'ordine di Sant'Agostino; nel 1936 il monastero divenne di clausura vescovile e furono fondate numerose filiali nelle diocesi di Cracovia e Breslavia.
Il 17 febbraio 1964 il cardinale Stefan Wyszyński, primate di Polonia, trasformò il monastero di Cracovia con le sue filiali in congregazione religiosa di voti semplici e di diritto diocesano.
L'istituto, aggregato all'Ordine di Sant'Agostino dal 25 luglio 1969, ottenne l'approvazione pontificia il 15 agosto 1983.

## Attività e diffusione
Le suore si dedicano all'istruzione e all'educazione cristiana dell'infanzia e della gioventù e ad altre forme di apostolato.
Sono presenti in varie località della Polonia; la sede generalizia è a Cracovia.
Alla fine del 2011 la congregazione contava 61 religiose in 6 case.